# スターバト・マーテル (ヴィヴァルディ)

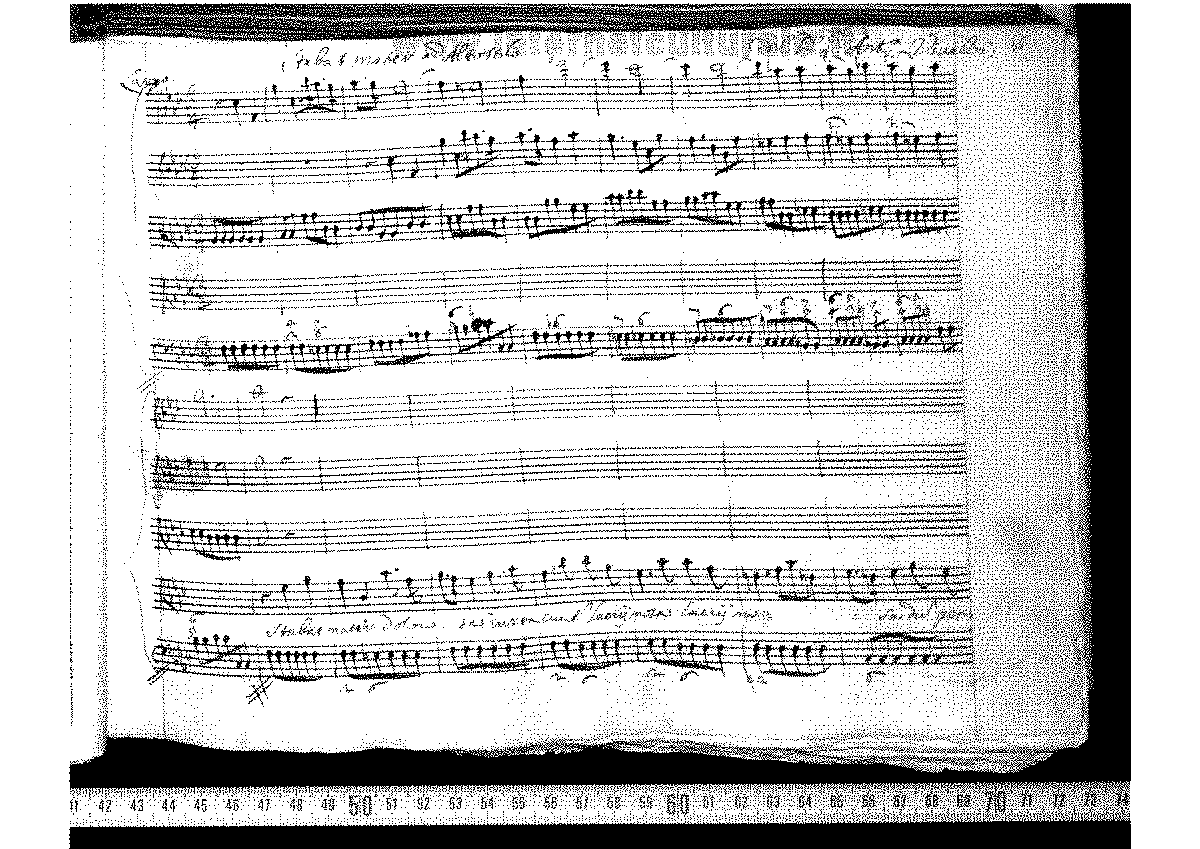
スターバト・マーテルの手稿譜

『スターバト・マーテル』（ラテン語: Stabat Mater）ヘ短調 RV 621は、アントニオ・ヴィヴァルディが作曲した宗教音楽。器楽伴奏とアルト独唱のための宗教カンタータ（スターバト・マーテル）。1712年にブレシアの教会で初演された。

## 来歴
1709年の2月にピエタ院の音楽教師としての契約を解除されていたヴィヴァルディは、1711年にヴァイオリニストの父ジョヴァンニ・バッティスタ・ヴィヴァルディの生地であるブレシアに、父とともに演奏旅行を行い、その地のサンタ・マリア・デッラ・ペース教会の教区から、聖母マリアを称える作品の作曲を委託され、作品は聖母マリアの7つの悲しみの典礼の際、1712年3月18日にこの教会で初演された。『スターバト・マーテル』は、その後1920年代にトリノの国立図書館が入手した膨大なコレクションの中で再発見されるまで忘れられ、1712年以来初めてアルフレード・カゼッラの手によって復元された。その後1939年9月に、キジアーナ音楽院(Accademia Nusical Chigiana)が主催したシエナのヴィヴァルディ週間(Settimana Vivaldiana)で、カゼッラ自身の指揮により『グローリア』(RV 589)と共に蘇演された。
この作品は、1人のソリスト（アルト）だけが歌うため、ペルゴレージの『スターバト・マーテル』よりも小規模で、さらにヤコポーネの元の詩編に含まれる20の詩のうち10だけに作曲されている。女性が歌うのを禁止したカトリックの典礼曲であるため、アルトのソロは男性（カストラートかファルセット）によって歌われたものと考えられている。手稿譜はトリノ王立図書館のジョルダーノ・コレクションにある。楽曲には有節形式が導入されており、手稿譜にはヴィヴァルディの直筆で、第4曲から第6曲の伴奏部は第1曲から第3曲のものを繰り返して演奏するように指示されている。これは作曲期間が短かったためとも考えられるが、かえって曲全体に統一感を持たせる優れた効果となっている。  

## 作品内容
伴奏はヴァイオリン2部、ヴィオラ、チェロ、バス、通奏低音。アルトまたはカウンターテナーの独唱。演奏時間は約20分。テンポ表示は自筆譜による。
1. Stabat Mater dolorosa – Largo、ヘ短調、4分の3拍子
2. Cuius animam gementem – Adagissimo、ハ短調、4分の4拍子
3. O quam tristis et afflicta – Andante、ヘ短調、8分の3拍子
4. Quis est homo – Largo、ヘ短調、4分の3拍子
5. Quis non posset contristari – Adagissimo、ハ短調、4分の4拍子
6. Pro peccatis suæ gentis – Andante、ヘ短調、8分の3拍子
7. Eia Mater, fons amoris – Largo、ハ短調、4分の4拍子
8. Fac ut ardeat cor meum – Lento、ヘ短調、8分の12拍子
9. Amen – Allegro、ヘ短調、8分の3拍子

## 備考
- 1991年の映画『八月の狂詩曲』（監督 黒澤明）の中で挿入歌として使われている。
- ピアノ編曲版が、1999年の映画『リプリー』の印象的な場面で使用されている。